# Stern School of Business

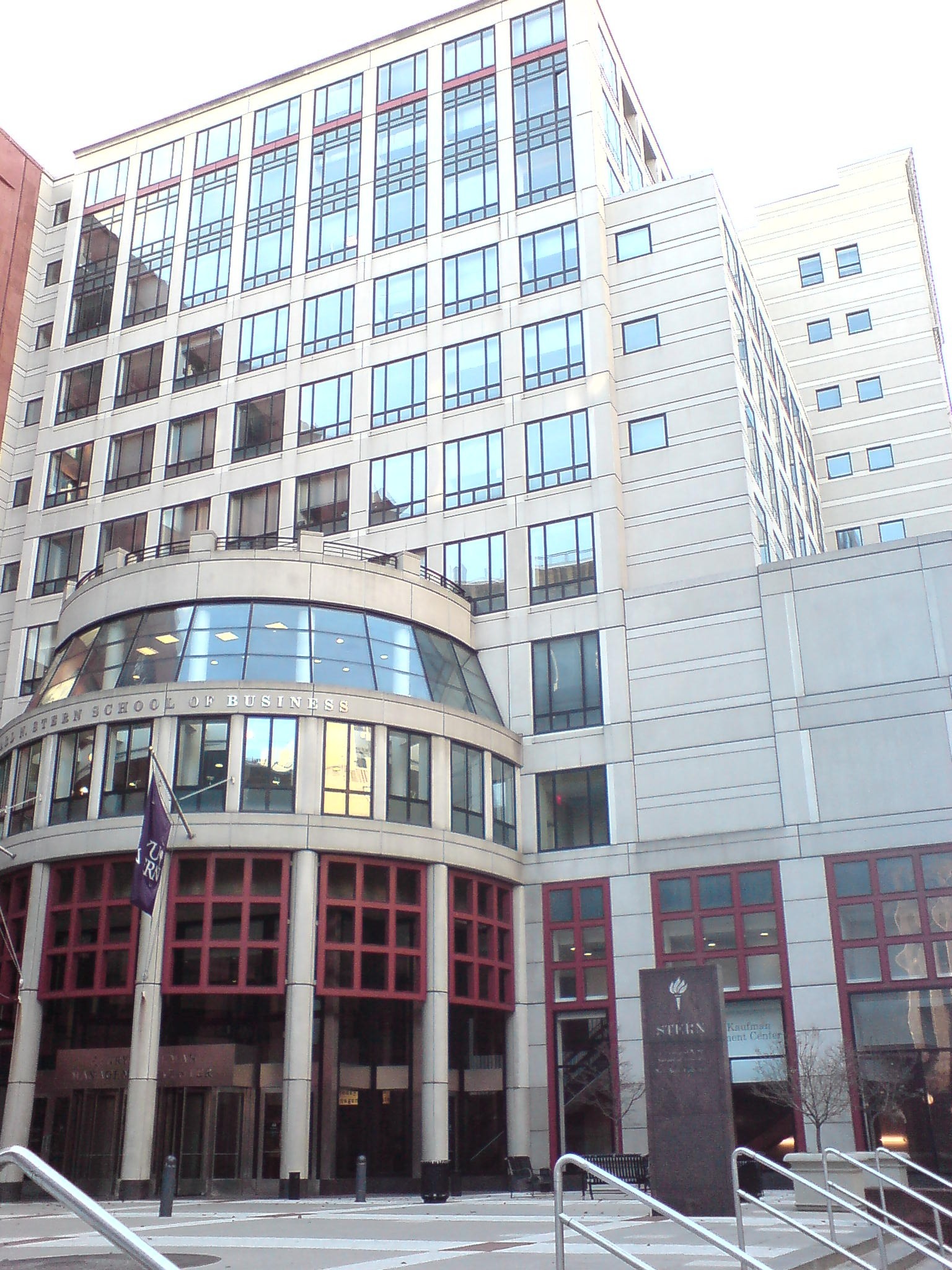
Henry Kaufman Management Center der Stern School in Manhattan

Die Leonard N. Stern School of Business ist die wirtschaftswissenschaftliche Fakultät der New York University, benannt nach ihrem Förderer, dem New Yorker Milliardär Leonard N. Stern. Die Fakultät wurde 1900 als New York University School of Commerce, Accounts and Finance gegründet. Heute gilt sie als eine der bekanntesten und berühmtesten „Business Schools“ weltweit. In nationalen und internationalen Rankings liegt die Fakultät durchgehend unter den Top 15.

## Allgemeines
Im Jahr 2004 studierten 2288 Studenten im Undergraduate und 2467 im Graduate – Programm. Die Stern School beschäftigt 206 Vollzeit- und 59 Teilzeitprofessoren. Die Fakultät liegt direkt am Washington Square Park auf dem Campus der New York University und belegt die Gebäude Shimkin Hall, Tisch Hall und das Kaufman Management Center. Die Studenten und Alumni der Fakultät bezeichnen sich als „Sternies“ – eine Bezeichnung, die sich auch innerhalb der gesamten Universität durchgesetzt hat. Alle Studenten nehmen jedes Jahr an einem extensiven mehrwöchigen internationalen Studienprojekt teil, welches die Fakultät u. a. nach Schweden, Chile, Japan und Mexiko führte.

## Geschichte
Die Fakultät wurde im Jahr 1900 als NYU School of Commerce, Accounts and Finance gegründet. Im selben Jahr wurde die erste Frau zum Studium zugelassen, als eine der ersten in den Vereinigten Staaten. Die erste Professorin, Jeanette Hamill, wurde 1913 eingestellt. 1936 betrug die Frauenquote bereits 15 Prozent. Das Graduate-Programm wurde 1916 in der Nähe der Wall Street gegründet. Im Jahr 1928 wurde der erste Doktortitel verliehen.
1945 waren an der Stern School bereits 10.000 Studenten aus 36 Ländern und allen (damals) 48 Staaten immatrikuliert. Im Jahr 1960 wurden Kurse in internationaler VWL ins Pflichtprogramm aufgenommen. Die Fakultät wurde 1972 in College of Business and Public Administration umbenannt. Im selben Jahr wurde Tisch Hall, geplant von Philip Johnson und Richard Foster, errichtet. 1988 erhielt die Fakultät eine Spende in Höhe von 30 Mio. US$ von dem deutschstämmigen Alumnus und Investor Leonard N. Stern. (BS, 1957; MBA, 1959) und erhielt infolgedessen ihren heutigen Namen. In den 1990er Jahren erlaubten großzügige Spenden der Alumni Dr. Henry Kaufman (PhD 1958) und Kenneth G. Langone (MBA 1960) eine weitere Ausweitung der Angebote der Fakultät. Im Jahr 1992 wurde das für 68 Mio. US$ errichtete „Kaufman Management Center“ eingeweiht. Im Jahr 2000 wurde anlässlich des hundertjährigen Bestehens der Fakultät eine Spendenkampagne begonnen, welche innerhalb von drei Jahren mehr als 100 Mio. US$ einbrachte und das Stiftungsvermögen der Fakultät erheblich vergrößerte.

## Angebote für Studierende
Die Studenten der Fakultät sind wenig eingebunden in das Gesamtgeschehen der Universität, da die Fakultät eine eigene Infrastruktur von studentischen Clubs, Verbindungen und Freizeitangeboten sowie eine eigene studentische Verwaltung hat. Oft wird behauptet, dass die Studenten der Fakultät unsolidarisch und wettbewerbsorientiert seien, was aber von Studenten selbst bestritten wird. Für Außenstehende wird dieses Bild wohl insbesondere durch die relative Benotung, d. h. Verteilung der Noten auf Basis einer Gauss’schen Verteilung, hervorgerufen. Diese wurde von der Fakultät eingeführt, um die an anderen Universitäten grassierende  Noteninflation zu bekämpfen.

## Bewerbung
Es herrscht, wie an vielen US-Universitäten, ein harter Wettbewerb um die Aufnahme an der Fakultät, die mit ca. 20 % innerhalb der Universität eine der niedrigsten Annahmequoten hat. Der SAT-Score für das Undergraduate College betrug im Jahr 2004 1412, der durchschnittliche Notenwert (GPA) lag bei 3.74. Für das MBA-Programm lag der durchschnittliche GMAT-Wert bei 700. Ab 2010 wird die Stern School of Business auch den GRE für die Zulassung zum MBA-Studium akzeptieren. Die Hauptkonkurrenten der Fakultät im Wettbewerb um Studenten sind die University of Pennsylvania, das Massachusetts Institute of Technology und die Columbia University.

## Professoren
- Lorrie Cranor (* 1971), Informatikerin
- Aswath Damodaran (* 1957), Professor für Finanzierung und Unternehmensbewertung
- Nouriel Roubini (* 1958), Nationalökonom, bekannt als „Dr. Doom“
- Jonathan Haidt (* 1963), Psychologe